# Sången om vägen
Sången om vägen (originaltitel: Pather Panchali) är en indisk bengalispråkig film från 1955 i regi av Satyajit Ray. Den är baserad på den bengaliska romanen med samma titel från 1929 skriven av Bibhutibhushan Bandyopadhyay.
Filmen hade liten budget, främst amatörskådespelare och ett oerfaret filmteam. Satyajit Ray inspirerades av italiensk neorealism. Sången om vägen var den första filmen från det självständiga Indien som fick stor internationell uppmärksamhet. Den belönades med ett pris på Filmfestivalen i Cannes 1956 och gjorde Ray till en internationellt känd regissör.
1957 kom uppföljaren Den obesegrade, som bland annat belönades med Guldlejonet i Venedig.

## Handling
Filmens handling utspelar sig på den bengaliska landsbygden under 1920-talet och kretsar kring Apu och hans familj.

## Rollista
- Subir Banerjee – Apurba "Apu" Roy
- Uma Dasgupta – Durga, Apus storasyster
- Kanu Banerjee – Harihar, Apus och Durgas far
- Karuna Banerjee – Sarbajaya, Apus och Durgas mor
- Chunibala Devi – Indir Thakrun, Apus och Durgas faster